# سنبل صيني
السُنْبُل الصِينِي (الاسم العلمي: Nardostachys sinensis) هو نبات من الفصيلة الناردينية. تم وصف هذا النوع لأول مرة في عام 1894.